# Rousset (Bouches-du-Rhône)
Rousset ist eine französische Gemeinde mit 5357 Einwohnern (Stand 1. Januar 2022) im Département Bouches-du-Rhône in der Region Provence-Alpes-Côte d’Azur. 

## Geografie
Die Gemeinde liegt sechzehn Kilometer östlich von Aix-en-Provence im fruchtbaren Becken von Trets. Sie erstreckt sich längs des Südhangs der Montagne Sainte-Victoire. Nachbargemeinden sind Fuveau, Puyloubier, Châteauneuf-le-Rouge und Peynier.

## Geschichte
124 vor Christus wurde die Region von den Römern erobert. 102 vor Christus fand nahe Rousset eine Schlacht statt, bei der die Römer siegten. 
1050 wurde das Dorf als Rousselun erstmals urkundlich erwähnt. Im Mittelalter gab es eine Burg, um die herum das Dorf sich entwickelte. Später war die Gemeinde von den Religionskriegen betroffen, in der Folgezeit stieg die Bevölkerung jedoch weiter. 1861 wurde die heutige Kirche gebaut.

## Sehenswürdigkeiten
- Kirche aus dem Jahr 1861

## Demografie

### Bevölkerungsentwicklung
Datengrundlage: INSEE
| Jahr      | 1962 | 1968 | 1975 | 1982 | 1990 | 1999 | 2007 | 2016 | 2022 |
| Einwohner | 845  | 1191 | 1559 | 2078 | 2942 | 3623 | 4186 | 4811 | 5357 |

### Altersstruktur
30 Prozent der Bevölkerung sind 19 Jahre alt oder jünger. Vier Prozent der Bevölkerung sind 75 Jahre alt oder älter. Damit liegt der Altersdurchschnitt deutlich unter dem gesamtfranzösischen Altersdurchschnitt.